# Udziców Dolny
Udziców Dolny – część wsi Udziców w Polsce, położona w województwie świętokrzyskim, w powiecie ostrowieckim, w gminie Kunów.
W latach 1975–1998 Udziców Dolny administracyjnie należał do województwa kieleckiego.